# The Donor Party
The Donor Party és una pel·lícula de comèdia de 2023 dirigida per Thom Harp. S'ha doblat i subtitulat al català.

## Sinopsi
Una dona desitja ser mare per tots els mitjans. Després d'un divorci complicat i anys infructuosos de cites, s'adona que no necessita un marit, per a ser-ne. Llavors, amb les seves millors amigues creen un pla per deixar-la embarassada en una festa molt especial.

## Repartiment
- Malin Åkerman com a Jaclyn
- Rob Corddry com a Geoff
- Jerry O'Connell com a Tim
- Erinn Hayes com a Molly
- Bria Henderson com a Amandine
- Ryan Hansen com a Armin